# Gniazdowo (powiat koszaliński)
Gniazdowo (do 1945 niem. Plümenhagen) – wieś w Polsce położona w województwie zachodniopomorskim, w powiecie koszalińskim, w gminie Biesiekierz.
Według danych z 31 grudnia 2005 r. wieś miała 143 mieszkańców.